# Hjvb 282 Libanon

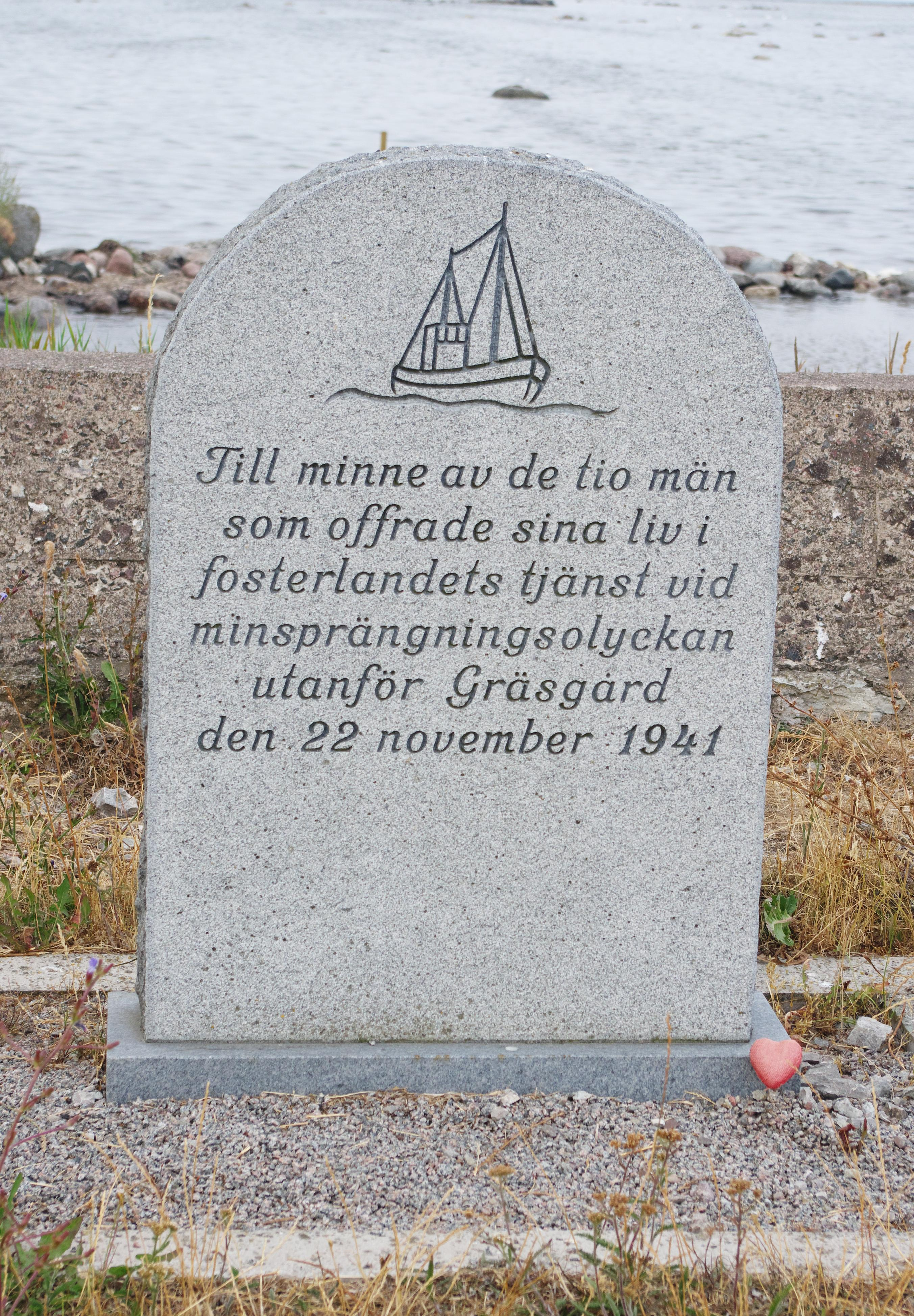
Minnessten över sänkningen. Stenen restes på årsdagen 2011 i Gräsgårds fiskehamn.

Hjälpvedettbåten 282 Libanon var en bohuslänsk fiskebåt. Hon hade registreringsnummer GG34 och ägdes av Vilhelm Utbult, C.G. Berntsson m.fl. på Öckerö. Efter ett års fiskeverksamhet inkallades hon till marinen och iordningställdes som hjälpvedettbåt med beteckningen Hjvb 282. Som ersättning för inkallelsen erhöll ägarna en veckohyra på 375 kronor.
I samband med arbete med upptagning av ett svenskt minfält utanför Gräsgård på Öland råkade fartyget ur för en olyckshändelse. En stropp i utrustningen brast och omedelbart därefter sprängdes fartyget i luften varvid 10 man omkom och en man överlevde.